# Lauro Bordin
Lauro Bordin (Crespino, 7 juli 1890 - Milaan 19 mei 1963) was een Italiaans wielrenner.
Hij was prof van 1910 tot 1924 en won onder andere de Ronde van Lombardije en drie ritten in de Ronde van Italië, waar hij in 1912 met de Gerbi-ploeg als derde eindigde, er werd dat jaar geen individueel klassement opgemaakt in de Giro.
Hij richtte, zoals wel meer profs in die tijd, in de nadagen van zijn loopbaan een eigen ploeg op waarmee hij zijn fietsfabriekje wilde promoten. Hij had hier echter weinig succes mee en stopte in 1924 om zich te richten op een carrière als sportjournalist.

## Belangrijkste resultaten
1909
3e plaats Ronde van Veneto
1910
1e plaats Ronde van Piëmont
1911
Etappe 8 in de Ronde van Italië
4e plaats Ronde van Emilia
1912
Etappe 6 in de Ronde van Italië
3e plaats Ronde van Italië (met de Gerbi-ploeg)
1913
Etappe 8 in de Ronde van Italië
2e plaats Italiaans kampioenschap
1914
Winnaar Ronde van Lombardije
4de plaats Italiaans kampioenschap
1915
3e plaats Milaan-Turijn
6e plaats Ronde van Lombardije
1918
4e plaats Ronde van Emilia
1919
3e plaats Ronde van Emilia

## Resultaten in voornaamste wedstrijden
| Jaar | Ronde van Italië | Ronde van Frankrijk | Ronde van Spanje |
| ---- | ---------------- | ------------------- | ---------------- |
| 1910 | opgave           | opgave              |                  |
| 1911 | 17e (1)          |                     |                  |
| 1912 | ↑ (1)            |                     |                  |
| 1913 | 17e (1)          |                     |                  |
| 1914 | opgave           |                     |                  |
| 1919 | 8e               |                     |                  |
| 1920 | opgave           |                     |                  |
| 1921 | 16e              |                     |                  |
| 1922 | opgave           | opgave              |                  |
| 1923 | opgave           |                     |                  |
| 1924 | opgave           |                     |                  |

| Jaar | Milaan-San Remo | Ronde van Lombardije |
| ---- | --------------- | -------------------- |
| 1910 |                 |                      |
| 1911 | 19e             | 15e                  |
| 1912 | 23e             | 13e                  |
| 1913 | 11e             | 11e                  |
| 1914 |                 | ↑                    |
| 1915 | 8e              | 6e                   |
| 1917 |                 | 16e                  |
| 1918 |                 | 8e                   |
| 1919 |                 |                      |
| 1920 |                 | 8e                   |
| 1921 | 13e             |                      |